# Monestir de Horezu
El monestir de Horezu és un recinte religiòs fundat l'any 1690 pel príncep valac Constantin Brâncoveanu a la població de Horezu,a la Província de Vâlcea a Valàquia (Romania). Està inscrit a la llista del Patrimoni de la Humanitat de la UNESCO des del 1993.
És considerat una obra mestra de l'estil arquitectònic Brâncovan (per la puresa i equilibri de les seves escultures), així com pel tractament fet pels seus creadors a les composicions religioses, els seus retrats votius i els seus treballs decoratius pintats. Al monestir hi havia una escola de murals i icones que al segle xviii va tenir una gran fama al Sud-est europeu.